# Necrópolis de Trebeništa
La necrópolis de Trebeništa (en macedonio, Требеништа) es un yacimiento arqueológico ubicado en el área del lago de Ocrida, en las proximidades de los pueblos de Gorenci y Trebeništa, del municipio de Debarca, en Macedonia del Norte. En él se han encontrado una serie de tumbas de la Edad del Hierro con ricos ajuares funerarios.

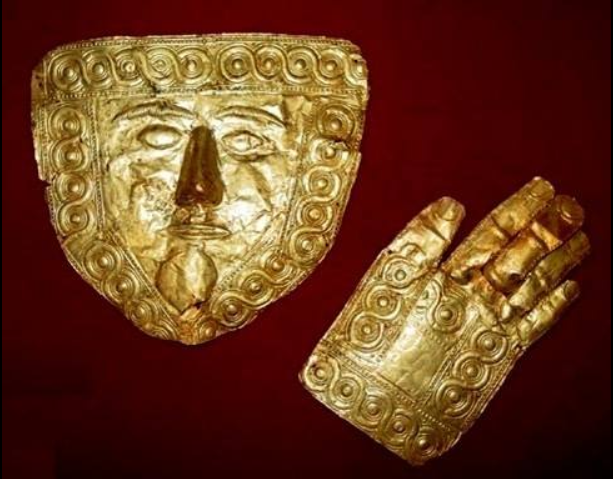
Máscara y placa en forma de guante, de oro.

## Excavaciones
Este yacimiento fue descubierto accidentalmente por soldados de Bulgaria durante la Primera Guerra Mundial, en 1918, que exploraron cinco tumbas. En el mismo año, Karel Škorpil halló dos tumbas más. Otro arqueólogo que estudió el yacimiento fue Bogdam Filov. En 1927 ambos publicaron los resultados de estas investigaciones. Años después, fueron arqueólogos serbios los que continuaron las exploraciones en el sitio. Nikola Vulic, en concreto, descubrió seis nuevas tumbas con ricos ajuares, además de otras con ajuares más modestos, entre 1930 y 1934. Otra expedición arqueológica se realizó en 1952-1954, dirigida por los macedonios Jože Kastelić y Vasil Lahtov, que estudiaron las tumbas anteriormente exploradas y descubrieron otras 11 tumbas con ajuares funerarios pobres. Posteriormente, en 1972 se desarrolló una excavación de rescate debido a la construcción de una carretera, por los arqueólogos Vlado Malenko y Pasko Kuzman. Estos descubrieron numerosas tumbas con ajuares pobres. Otros hallazgos de una máscara funeraria y una mano de oro que se produjeron en 2002 en la fortaleza de Ocrida también se asocian al yacimiento de Trebeništa.

## Hallazgos
Los siete enterramientos ricos descubiertos inicialmente eran tumbas de fosa que estaban dispuestas en dos filas y contenían un ajuar funerario similar compuesto por armas, vasijas y joyas. Dos de ellas contenían máscaras de oro. Luego se descubrieron otras seis tumbas más con ricos ajuares que incluían otras dos máscaras de oro, sandalias de oro y vasijas, entre otros objetos, pero en tres de estas últimas no había armas. Algunos objetos, como los cascos, eran de bronce, pero las espadas y las lanzas eran de hierro. Con respecto a las vasijas, los materiales empleados eran bronce, plata, vidrio y  cerámica. También se ha señalado la abundancia de ámbar. Los restos óseos que se han conservado son escasos y en todo caso los hallados en las investigaciones más antiguas están mal documentados.
Entre los objetos singulares más destacados pueden señalarse, además de las máscaras de oro, un pectoral de oro decorado con leones, una crátera de volutas y una enócoe de la tumba I, un casco decorado con dos leones atacando a un jabalí, rosetones y jinetes y otra crátera de volutas de la tumba VIII.
Por otra parte, en el grupo de tumbas con ajuares funerarios pobres los objetos hallados fueron piezas de cerámica de fabricación local, algunas cantidades pequeñas de ámbar, pulseras, fíbulas y puntas de lanza, entre otros.
Los objetos hallados en este yacimiento se conservan en diferentes museos: el Museo Arqueológico de Sofía, en Bulgaria, el Museo Nacional de Belgrado, en Serbia y el Instituto para la Protección de Monumentos Culturales y Museo Nacional de Ohrid, en Macedonia del Norte.

## Interpretaciones
Una primera interpretación de los hallazgos fue la de Karel Škorpil, que señaló que las tumbas pertenecían a guerreros caídos en batalla y las asignó al siglo V a. C.. 
Bogdan Filov analizó el material presente en los objetos, los dató hacia finales del VI o principios del V a. C. y los relacionó con los yacimientos tracios de Duvanli y Válchitran. También señaló los paralelismos de muchos de los objetos de bronce con otros de procedencia griega o del sur de Italia. De otros objetos, como los cascos de estilo ilirio y algunas vasijas, estima que a pesar de su influencia griega, los de Trebeništa fueron de fabricación local. Por otra parte, observa que algunas de las pequeñas joyas, como unas fíbulas que tienen decoración en espiral, tienen un estilo que se ha conservado desde finales de la Edad del Bronce. Con respecto a la decoración de algunos de los objetos, los relaciona con la cerámica corintia del siglo VII a. C.. Sin embargo, a pesar de ciertas similitudes que se pueden observar entre algunos de los objetos de oro de este yacimiento con los de Micenas, Filov no ve un paralelo claro que pudiera apuntar hacia relaciones tracio-micénicas en las joyas de Trebeništa, dadas las diferencias que hay tanto en la cronología como en la construcción de las tumbas. Con respecto a la identidad de los enterrados, Filov considera probable la teoría, expuesta ya anteriormente por otros autores, de que fueran mercenarios griegos que luchaban en Macedonia.
El arqueólogo serbio Nikola Vulic, por su parte, señaló que el descubrimiento de las tumbas con ajuar mucho más pobre a pocos metros de las ricas indica que no fue un lugar de enterramiento de mercenarios griegos sino una necrópolis tanto de aristócratas locales ilirios como de la población común. Destacó también el hecho de que las tumbas IX, X y XII no se encontraron armas, pero sí objetos de oro y joyas, por lo que podría tratarse de tumbas de mujeres. De hecho, posteriormente, los análisis de restos óseos de la tumba X confirmaron que eran los de una mujer. Este arqueólogo también estimó que la necrópolis pudo haberse utilizado durante un largo periodo, entre los siglos VII y IV-III a. C. y que el asentamiento asociado a la necrópolis pudo haber estado situado en el pueblo de Gorenci, donde las excavaciones sacaron a la luz algunos hallazgos, aunque escasos. Con respecto a los materiales, menciona la procedencia del Ática de algunos objetos de cerámica de figuras negras.
El arqueólogo macedonio Vasil Lahtov interpretó los hallazgos como parte de una cultura que tenía una amplia distribución geográfica. Así, la denominada «cultura de Trebeništa» se extendería entre el mar Adriático al oeste, algunos lugares de Serbia y Montenegro al norte, algunas zonas del norte de Grecia y la desembocadura del río Estrimón al este. Posiblemente el origen de esta cultura se encontraría en tribus del sur de Iliria. Este autor también trató de distinguir entre los objetos de fabricación local y los extranjeros. Otro arqueólogo macedonio, Pasko Kuzman, atribuye el yacimiento a la cultura iliria, por las características de muchos de los objetos que asocia a las de otros lugares con dicha cultura.
Otros investigadores han realizado posteriormente diversas interpretaciones. Con respecto a los ritos funerarios, algunos estiman que la escasa presencia de restos de huesos sugiere que en algunos casos se practicó la inhumación del cadáver y en otros la cremación. Sobre las máscaras funerarias, se ha señalado que eran un indicador importante del estatus social del enterrado, e incluso hay quien ha sugerido que posiblemente sean un signo de la deificación del difunto. La decoración de las cráteras de volutas también ha sido interpretada como indicador de diferentes actividades de la comunidad, como la cría de ganado y las festividades. Posiblemente los ocupantes de las tumbas ricas, dado su equipamiento, fueran guerreros, aunque hay investigadores que creen que no hay pruebas concluyentes en ese sentido. El jefe o líder de la comunidad parece ser el ocupante de la tumba I. Con respecto a la tumba IX, contenía una máscara de oro, pero se ha señalado que no era un guerrero. Podría ser un miembro de la élite pero ——dada la ausencia de una crátera de bronce en su ajuar, y en cambio la presencia de útiles de herrero en él—— estaría dedicado a algún tipo de labor relacionada con el control de la economía y la artesanía. Otros opinan que se trataría de la tumba de una mujer pero en todo caso gozaría de un alto estatus social.
Con respecto al origen étnico, se ha tratado de deducir a través de los rasgos de los ajuares funerarios, especialmente las joyas, las máscaras, las armas o el ámbar. Algunos se han apoyado también en los testimonios de autores de la Antigüedad. Algunos investigadores estiman que debían ser una comunidad de tracios; otros creen que serían pelagones, de la tribu de los molosos; otros, que pertenecían a una cultura greco-iliria; otros, que eran ilirios de la tribu de los enquelios —estos serían emigrantes de Beocia que habrían conservado las costumbres funerarias desde la época micénica; otros, que eran peonios; otros, que eran brigios y que de estos habrían procedido los antiguos macedonios. En todo caso, se ha señalado que se trataba de un lugar en el que se habrían dado fuertes conexiones interculturales.